# 三异丙基膦
三异丙基膦是一种有机化合物，化学式为C9H21P。它可由异丙基氯化镁和三氯化磷为原料在低温下于乙醚中反应制得。它和二甲硫醚氯化亚金反应，可以氯化(三异丙基膦)合金(I)或氯化[二(三异丙基膦)合金(I)]。它和二氯化四羰基二铑反应，可以得到氯化二(三异丙基膦)(羰基)铑。它和二甲基氯化膦、三氟甲磺酸三甲基硅酯在二氯甲烷中于室温反应，可以得到三氟甲磺酸二甲基膦基三异丙基𬭸。